# Spermophaga
Spermophaga là một chi chim trong họ Estrildidae.